# Батејвија (Илиноис)
Батејвија (енгл. Batavia) град је у америчкој савезној држави Илиноис. По попису становништва из 2010. у њему је живело 26.045 становника.

## Демографија
Према попису становништва из 2010. у граду је живело 26.045 становника, што је 2.179 (9,1%) становника више него 2000. године.
| Група             | 2000.          | 2010.          |
| Белци             | 21.504 (90,1%) | 22.840 (87,7%) |
| Афроамериканци    | 577 (2,4%)     | 636 (2,4%)     |
| Азијати           | 321 (1,3%)     | 473 (1,8%)     |
| Хиспаноамериканци | 1.257 (5,3%)   | 1.775 (6,8%)   |
| Укупно            | 23.866         | 26.045         |